# Герб Кельменецького району
Герб Кельмене́цького райо́ну — герб територіальної громади Кельменецького району Чернівецької області, що затверджено рішенням № 109.7-7/16 Кельменецької районної ради 23 вересня 2016 року.

## Опис
Герб району являє собою геральдичний щит з золотим кантом /чотирикутний заокруглений до низу/ на сріблястому тлі якого розташовані в центрі дві золотисті стріли вістрями вгору, між ними — 3 геральдичні троянди з золотими осердями та листочками. У нижній частині щита вміщене зображення виноградної лози з гроном та листям, сплетеної (по боках) з китицями калини, на фоні синьої смуги та хвилястої синьої лінії.
Пропорції герба — висота до ширини 13:10. Еталонний зразок герба району знаходиться в Кельменецькій районній раді.
Щит обрамований стилізованим зображенням жовтогарячого сонця у національному українському стилі (нагадує соняшник) і увінчаний зображеннями золотого злакового колосу по одну сторону та листя дуба — по другу, які перевиті синьо-жовтою стрічкою — у верхній частині та увінчані вишитим традиційним орнаментом українським рушником з надписом «Кельменецький район».

## Символіка
Зображення сонця та колосу (символ мирної праці) вказує, що основне заняття трудівників району — виробництво сільськогосподарської продукції. Злаковий колос — символ багатства території району, родючі землі якого здатні давати високі врожаї сільгосппродукції. Їхній золотий колір відображає багатство і велич краю, а наявність синьо-жовтої стрічки (у вигляді прапора держави) відтворює символ духовності і вірності.
Дві стріли характеризують багатство Кельменеччини на історичні кургани та старі городища, підкреслюють боротьбу місцевих мешканців проти різних загарбників. Геральдичні троянди — елементи з історичного герба Бессарабії і вказують на приналежність земель району до цієї землі.
Синя смуга та хвиляста синя лінія означає Дністер, який формує північну межу району.
Зображення гілки виноградної лози, китиць калини та вишитий рушник є основними історичними символами району як складової української держави, символ краси, користі та дбайливого ставлення до екології.
Зображення дубових листків — символ бойової слави, а рослинний орнамент — прикраса навколо щита, нагадує про природне багатство району, зрощені руками селян родючі сади яблунь, абрикос та персиків, щедрі на врожаї пшениці і соняшників оброблені землі, виноградники з духмяними гронами.
Синій колір символізує вірність і чесність, зелений колір — надію, достаток та волю. Срібний колір символізує духовність, доброту та чистоту помислів, золотий колір означає багатство, знатність та постійність.